# Misty Mountain Hop
Misty Mountain Hop is een nummer van de Britse rockband Led Zeppelin. Het is het vijfde nummer van hun vierde album Led Zeppelin IV (1971). Het nummer werd eind 1971 in Nederland uitgebracht als B-Kant van de single Black Dog.

## Geschiedenis
Het nummer werd in 1971 opgenomen in Headley Grange, een voormalig armenhuis in Headley (Hampshire, Engeland). De band verbleef hier regelmatig om nieuw materiaal op te nemen.

## Titel
De titel van het nummer refereert aan de Nevelbergen (Hithaeglir) in het boek De Hobbit van schrijver J.R.R. Tolkien. De tekst verwijst naar de gebeurtenissen van 7 juli 1968 in Hyde Park, Londen. De zogenaamde "Legalise Pot" Rally, waarbij de politie massaal arrestaties verrichtte voor illegaal marihuanabezit. De tekst geeft Robert Plants zoektocht naar een betere samenleving weer, een samenleving waar openbare executies vervangen zijn door individuele vrijheid en een leven van wederzijdse steun.

## Live uitvoeringen
Misty Mountain Hop werd voor de eerste keer live uitgevoerd op 3 mei 1971 in de K.B. Hallen in Kopenhagen, Denemarken, tijdens hun Europese tour. Daarna werd het nog regelmatig gespeeld vanaf eind 1972 tot en met 1973. Het nummer werd vaak, zonder pauze, direct gevolgd door het nummer Since I’ve Been Loving You. In 1979 werd het nummer opnieuw live gespeeld tijdens het Knebworth Festival (4 en 11 augustus). Voor het tweede optreden (11 augustus), speelde Jimmy Page op een Gibson RD Artist 1977 gitaar omdat zijn Les Paul gitaar, waar hij normaal op speelde, een gebroken snaar had. Jimmy Page, Robert Plant en John Paul Jones speelden het nummer ook live tijdens het Atlantic Records 40th Anniversary concert (14 mei 1988),  waarbij Jason Bonham de plaats achter het drumstel innam van zijn in 1980 overleden vader, John Bonham.
In 1989 speelden ze het weer live op het 21e verjaardagsfeest van Plants dochter, Carmen Jane. Ook nu weer met Jason Bonham op drums. De meest recente uitvoering was op 10 december 2007 tijdens het herdenkingsconcert voor Ahmet Ertegün in de O2 Arena in Londen. Robert Plant speelde het nummer ook tijdens zijn solo optredens. Jimmy Page speelde het toen hij in 1999 samen met The Black Crowes op tour was. Op de Japanse uitgave van het livealbum Live at the Greek (2000) staat het nummer als bonustrack.

## Alternatieve versie
Op de in 2014 verschenen geremasterde uitgave van Led Zeppelin IV, staat op de tweede cd een alternatieve versie van het nummer, Misty Mountain Hop (Alternate Mix).

## Bezetting
- Robert Plant - leadzang
- Jimmy Page - gitaar
- John Paul Jones - basgitaar, elektrische piano
- John Bonham - drums

## Cover-versies
Misty Mountain Hop is door diverse artiesten gecoverd. De bekendste zijn:

| Artiest                       | Album                               | Jaar |
| ----------------------------- | ----------------------------------- | ---- |
| Dread Zeppelin                | 5.000.000                           | 1991 |
| 4 Non Blondes                 | Encomium: A Tribute to Led Zeppelin | 1995 |
| Jimmy Page & The Black Crowes | Live at the Greek                   | 2000 |
| Heart                         | Dreamboat Annie Live                | 2007 |